# Riven: The Sequel to Myst
Riven: The Sequel to Myst, или Riven, — компьютерная игра в жанре графического квеста, созданная братьями Робином (Robyn Miller) и Рэндом Миллерами (Rand Miller), является сиквелом оригинального Myst. Выпущена на платформах Macintosh, Windows, PlayStation, iOS, Sega Saturn и Pocket PC. Несмотря на выход в конце 1997 года, игра стала самой продаваемой по итогам года, разошедшись в 1,5 млн копий.

## Создание игры

### Задумка и первые два года разработки
Riven был задуман братьями Миллер ещё до выпуска Myst в 1993 году как прямое его продолжение — после того, как братья поняли, что не могут вместить все идеи в единственную игру, концовка Myst была специально оставлена открытой. Непосредственная работа над сиквелом началась в январе 1994 года, причём с самого начала он задумывался как более обширная и более проработанная игра с продуманным сюжетом, а коммерческий успех Myst позволил вложить в процесс разработки существенные средства. Начальная группа разработчиков включала в себя 6 человек: работавшие над Myst Робин и Рэнд Миллеры, Крис Брандкамп (англ. Chris Brandkamp, финансовый директор Cyan и звукорежиссёр Myst), Ричард (Рич) Уотсон (англ. Richard Watson) и Джошуа Алтон Стауб (англ. Joshua Alton Staub, ответственный за производство компьютерной графики), а также новый сотрудник Cyan Ричард Вандер Венде (англ. Richard Vander Wende), специалист по компьютерной графике, работавший ранее в таких компаниях, как Industrial Light & Magic и Disney. Изначально планировалось, что всё производство игры займёт у этой команды менее двух лет.
Если Myst разрабатывался без единого офиса для команды Cyan, в новом проекте в силу его масштабов было решено сделать единое рабочее пространство для взаимодействия разработчиков, которым вначале служил отремонтированный неотапливаемый гараж Брандкампа в Спокане. Использовавшиеся в работе над Myst компьютеры Macintosh с программой 3D-моделирования Strata Studio Pro были заменены на рабочие станции Silicon Graphics Indigo, а рабочей программой стала SoftImage, использовавшаяся при работе над фильмом Парк юрского периода. Проект быстро рос по мере реализации, и Cyan решили для разработки Riven возвести отдельное здание, разместив в нём также штаб-квартиру компании. Во время его посторойки команда, уже переросшая гараж и продолжавшая расширяться, некоторое время работала в пустом помещении бывшего магазина матрасов в местном молле.
Комплекс возводили с июня 1995 года по 1996 год в Миде, недалеко от Спокана. Здание было выполнено в придуманной братьями стилистике цивилизации Д'ни (англ. D’ni), использованной в Myst. К моменту переезда два года работы команды были уже позади, и сроки разработки были расширены ещё на столько же — до 4 лет.

### Основная идея
С самого начала разработки было решено ориентироваться на два типа игроков: «геймеров» и «туристов». Для первых разрабатывались более сложные, чем в Myst, головоломки, которые должны были быть более органично связаны с окружающей средой и сюжетом — внедрены в них, представляя их существенную часть. Вторых должны были привлекать в основном виды и красоты виртуального мира, а головоломки должны были быть просто приложением к ним — для этого уже изначально доступный игроку мир представляет собой большое поле для исследований: пять островов, соединённых между собой маглевом, с возможностью прокатиться на подводной лодке, вагонетке, многочисленных лифтах и полюбоваться на множество захватывающих дух интерьеров, странных устройств и экзотических животных. Команда стремилась к фотореалистичности окружения и анимации, а также продуманности мира с тремя различными культурами: Д'ни, жителей джунглей и повстанцев Мойэти (англ. Moiety). В результате игра разрослась от одного CD для Myst до 5 CD для Riven, включая в себя около 4000 сцен по сравнению с 2500 в предшественнике.

### Сюжет
Разработка сюжета от изначальных идей до окончательного оформления шла всё время работы над игрой. Название игры менялось от изначального Myst II через Equiquay (отражающее намерение разработчиков сделать Ривен хабом — центральным миром, из которого открывались бы порталы в другие Эпохи) до окончательного Riven — названия Эпохи, куда Атрус и его жена Катерина сговорились заточить отца Атруса Гена, когда его мания величия стала опасной для окружающих. Затем Катерина была заманена на Ривен сыновьями Атруса, также попавшими под влияние идей Гена о неограниченной власти, которую дают книги-порталы (англ. linking books), и взята в плен Геном — задачей игрока является её освобождение, пленение Гена в фальшивой книге-портале и возвращение обратно домой через прыжок в Звёздную щель. Ривен, в отличие от Миста, обитаем, хотя и нестабилен, как все Эпохи Гена, и его жители делятся на две фракции — находящихся под властью Гена жителей деревень на островах и повстанцев, живущих в Эпохе, написанной для них Катериной перед её пленением Геном. Кроме того, у игрока сразу же забирают книгу, с которой он прибывает в Ривен, что добавляет в игру также её поиски перед выполнением основного задания.
Разработчики меняли сюжет в процессе работы, так, изначально тюрьма Катерины должна была быть отдельной Эпохой, потом от этой идеи отказались, перенеся место заточения на один из островов и ограничив всё действие только ими — так как некоторое время полагалось, что Ген не обладал достаточными навыками, чтобы создать свои собственные книги-порталы, располагая только ресурсами Ривена (хотя идея о его экспериментах в этом направлении всегда присутствовала в сюжете), в результате же тюрьма Катерины осталась в Ривене, но Ген получил возможность создавать свои грубые книги-порталы, а база повстанцев была вынесена в отдельную Эпоху. Одной из рассматривавшихся возможностей даже была вариация с Катериной — отрицательным персонажем, но она была оставлена, по словам Робина, из-за того, что «это было бы слишком для бедного Атруса».
Подобно тому, как для фильмов используются сценарные раскадровки, разработка Ривена в основном полагалась на карты, которые представляли мир игры в целом и по частям. Первоначальный черновой вариант геймплея был разработан за несколько недель командой из братьев Миллеров, Стауба и Уотсона и потребовал множества исправлений и дополнений на карандашных планах островов — на каждое изменение старый кусок стирался ластиком, а на его место пририсовывался новый. Затем изменения и дополнения в главный план мира вносились обычно Робином и Венде — именно они совершили массивную перетряску Ривена, когда большой золотой купол переместили с острова Создания Книг (англ. Book Assembly Island) на Храмовый остров (англ. Temple Island), а комнату карт Гена — из подземелья Храмового острова в место над озером острова Обозрения (англ. Survey Island).
Действия игрока и их влияние на сюжет планировались с помощью блок-схем (англ. flow charts), также подвергавшихся постоянному пересмотру и дополнению. Много внимания уделялось тому, чтобы результаты действий были естественны и логичны для игрока. Когда первые черновые варианты карты и блок-схемы были готовы, они были протестированы на всей команде разработчиков, и выявилась проблема, что на Садовом острове (англ. Garden Island) практически ничего не происходит и игра там провисает — в результате он был полностью переделан и вместо острова английских садов стал островом Обозрения, куда над новым озером была вынесена комната карт, из которой Ген обозревал и контролировал свои владения.

### Окружение
Изначальная стилистика Riven сильно напоминала Myst и точно так же включала в себя пейзажи с классической архитектурой и воздушные беседки на них. Идея претерпела серьёзную эволюцию благодаря Венде, который убедил команду, уже имевшую черновые варианты окружения, полностью их переделать. Его центральной мыслью было сделать так, чтобы окружающее само рассказывало игроку историю и характер персонажей, которые приложили руку к его созданию. Идея встретила сначала сопротивление команды, так как многое из игры, как они полагали, уже было готово, но Венде удалось переломить их мнение после представления остальным разработчикам его варианта комнаты Трона Варков (англ. Wahrk Throne Room): полутёмного гигантского тронного зала Гена, где через большой круглый подводный иллюминатор он мог с трона наблюдать за тем, как кормят его любимых зверюшек — морских хищников-варков — в том числе и повстанцами. При этом предполагавшаяся для изначального алхимического варианта комнаты головоломка со значениями цветов в культуре Д'ни была вписана им в окружение — через подачу цветовых сигналов прирученным варкам. В результате дизайн игры был практически полностью заново переработан с учётом наличия трёх различных стилей: около-викторианского механического мегаломаниакального стиля Гена, органического округлого стиля сельских жителей и угловатого около-африканского стиля повстанцев.

## О названии игры
Riven — это название мира, играющего ключевое значение в действии игры. В сюжетной линии Myst Riven был известен как Пятый мир, созданный Ге́ном (Gehn), отцом А́труса (Atrus). Как и все миры, написанные Геном, является неустойчивым и обреченным на погибель. Английское слово «Riven» означает «расколотый, расщеплённый»; так и в игре: мир поделен на пять нестабильных островов, между которыми расположена огромная расщелина в форме звезды. Коренное население мира расколото на фракции: присутствуют как сторонники Гена, так и его противники.
С точки зрения нумерологии, можно отметить следующую магию цифр. Слово «Riven» состоит из пяти букв. На обложке игры третья буква названия «v» выглядит несколько крупнее остальных; с другой стороны, V — это римская цифра «пять». Полное название игры — Riven: The Sequel to Myst — также состоит из пяти слов. Цифра «пять» стала настолько знаковой для игры, что некоторые сайты объявили конкурс на обнаружение скрытой цифры в пейзажах игры, её сценарии и даже графическом оформлении коробки с игрой. В самой игре цифра «пять» в том или ином виде встречается регулярно.

## Сюжет
Riven является продолжением игры Myst, события его в значительной степени опираются на роман «Myst: The Book of Atrus», выпущенный в 1995 году. Сюжет игры является логическим продолжением первой части и начинает своё развитие с мира D’ni, где находится заключённый в него Атрус. Игрок снова принимает на себя роль Странника (Stranger), и Атрус опять просит его о помощи.
Ген, сумасшедший отец Атруса, бросив свою семью, посредством Искусства (Art) создал мир под названием Riven, в котором провозгласил себя Богом и покровителем населения; в этом мире из числа обитателей он выбрал себе жену по имени Катери́на (Catherine). Однако жители не хотели зависеть от Гена и выразили своё недовольство происходящим. Кроме того, при первой встрече с Атрусом Катерина влюбилась в него и ушла от Гена. В результате Ген обратился к крайним мерам: он начал разрушать новосозданный мир в надежде, что испуганное население прибежит к нему с мольбами о пощаде и присягнет ему на верность. Но все вышло иначе: против тирана началась партизанская война, во главе повстанцев встала сама Катерина. Разрушения вышли из-под контроля, мир умирал на глазах. В итоге Гену все-таки удалось взять в плен Катерину, которую теперь и предстоит вызволять Страннику. Кроме того, игроку необходимо избавиться и от самого Гена. Для этих целей Атрус вручает Страннику книгу-ловушку, в которую посредством обмана необходимо заточить тирана при встрече.
Далее Странник исследует острова, решая разнообразные головоломки. В игре присутствуют девять альтернативных концовок. В наилучшем случае, посетив все доступные в игре острова и миры, игрок заключает Гена в книгу-тюрьму, в Riven прибывает Атрус и забирает Катерину с собой, а сам мир между тем разрушается. Последние шаги Странник делает в Провал, который, возможно, приведёт его обратно домой. В наихудшем случае можно быть убитым или самому попасть в книгу-ловушку.

## Миры
В игре представлены следующие миры:
- D’ni (K’veer) — начало игры. Атрус дает Страннику необходимые указания и отправляет его в нелёгкое путешествие.
- Riven — Пятый мир Гена, в котором разворачивается основное действие игры. Состоит из пяти островов, связанных между собой причудливой транспортной системой.
- Age 233 — мир-дом Гена. Представляет собой заброшенную, мрачную и негостеприимную местность с маленькой башней на вершине горы. Здесь можно обнаружить книги-порталы на все пять островов мира Riven, в том числе и на труднодоступный остров Prison Island.
- Age 234 — мир, информацию о котором можно почерпнуть лишь из дневников Гена. Однако никто никогда его не видел. Вполне возможно, что его вообще не существует.
- Tay — мир мятежников, тот самый, что изображен на коробке с игрой. Путь к нему пролегает через скрытый проход на Jungle Island.

Острова Riven:
- Temple Island — на самом деле, это не один остров, а два небольших островка, плотно примыкающих друг к другу. Из достопримечательностей можно отметить большой золотой купол, вращающуюся комнату и генератор.
- Jungle Island — один из крупнейших островов с развитой транспортной системой. В центре острова находится лагуна.
- Crater Island (Book Assembly Island) — потухший вулкан, у которого кратер до краев заполнился водой, образовав небольшое озеро. Здесь расположена фабрика Гена по производству бумаги для новых книг.
- Plateau Island — Ген использует этот остров для изучения ухудшающегося состояния мира Riven. Также остров играет церемониальную роль.
- Prison Island — одинокое гигантское дерево, превращенное Геном в тюрьму. Именно здесь находится Катерина, жена Атруса. Доступ к острову возможен только через мир Age 233.

## Критические отзывы и рецензии
| Сводный рейтинг       | Сводный рейтинг | Сводный рейтинг | Сводный рейтинг |
| Издание               | Оценка          | Оценка          | Оценка          |
| Издание               | Mac             | PC              | PS              |
| --------------------- | --------------- | --------------- | --------------- |
| GameRankings          | 95%             | 84,60%          | 73,4%           |
| Русскоязычные издания |                 |                 |                 |
| Издание               | Оценка          | Оценка          | Оценка          |
| Издание               | Mac             | PC              | PS              |
| «Игромания»           |                 | [ 24 ]          |                 |

Игра получила в основном положительные отзывы от игроков и прессы. Например, журнал «Computer Gaming World» писал, что «мы получили свою любимую игру, но только под новым названием». Кроме того, этот же журнал хвалил графику, но ругал слабо проработанную интерактивность игры.
- Moby Games — на данном сайте можно ознакомиться с некоторыми критическими отзывами игроков и профессиональными рецензиями.

## Интересные факты
- Основное действие романа «Myst: The Book of Atrus» разворачивается в мире Riven. Книга описывает события, происходящие примерно за 20 лет до событий оригинальной игры Myst. Игра Riven может рассматриваться как сиквел указанного романа.
- Книга, ведущая в Riven, встречается в самом начале игры Myst 3: Exile. Но так как Riven к тому времени уже разрушен, попасть в него невозможно.
- Изображения и объекты из Riven встречаются в realMYST, Uru: Ages Beyond Myst и Myst V: End of Ages. Некоторые символы животных из Riven можно обнаружить и в Myst 4: Revelation (на половицах одной из комнат).
- В конце игры Myst 4: Revelation Атрус сообщает, что его дочь Йе́ша (Yeesha) часто посещала мир Тэй, известный в Riven как мир мятежников. Отсюда следует, что Катерина всё-таки захватила из Ривена книгу-портал, ведущую туда.
- 2 августа 2006 Робин Миллер анонсировал (посредством своего блога[26]) онлайн-публикацию видеоролика для музыкальной композиции «Catherine’s Freedom» из саундтрека к Riven, получившего название «Persistent Disparate Interchange».